# Tanacetum argenteum
Tanacetum argenteum là một loài thực vật có hoa trong họ Cúc. Loài này được (Lam.) Willd. miêu tả khoa học đầu tiên năm 1789.